# Marićka
Marićka (en serbe cyrillique : Марићка) est un village de Bosnie-Herzégovine. Il est situé sur le territoire de la ville de Prijedor et dans la république serbe de Bosnie. Selon les premiers résultats du recensement bosnien de 2013, il compte 1 107 habitants.

## Géographie
Le village est situé sur la rive sud-est du lac de Saničani ; plusieurs petites rivières traversent ou bordent son territoire.

## Histoire
Dans le village se trouve l'Église en bois Saint-Élie de Marićka, construite dans les années 1870 ; elle est inscrite sur la liste des monuments nationaux de Bosnie-Herzégovine ; à l'intérieur, l'iconostase, des objets liturgiques et des livres anciens sont également classés. Près de l'église se dresse un chêne pédonculé (Quercus robur) de près de 600 ans et haut de 33 m.

## Démographie

### Évolution historique de la population dans la localité
| 1948 | 1953 | 1961  | 1971  | 1981  | 1991  | 2013  |
| ---- | ---- | ----- | ----- | ----- | ----- | ----- |
| -    | -    | 1 952 | 1 929 | 1 916 | 1 632 | 1 107 |

|  |

### Communauté locale
En 1991, la communauté locale de Marićka comptait 2 646 habitants, répartis de la manière suivante :